# Paire de matrices commutantes
En mathématiques, une paire de matrices commutantes est une paire {A, B} de matrices carrées à coefficients dans un corps qui commutent, c'est-à-dire que AB = BA.
L'étude des paires de matrices commutantes a des aspects tout à fait élémentaires et d'autres qui font l'objet de recherches en cours. L'énoncé de certains problèmes étudiés est assez élémentaire pour être présenté au niveau de la première année d'études supérieures. En voici un exemple :

Une matrice nilpotente est une matrice dont une puissance est nulle. On sait qu'une telle matrice est semblable à sa réduite de Jordan. Supposons la matrice {\displaystyle A} nilpotente, sous forme réduite de Jordan, avec des blocs de taille donnée. Quelle peut être la taille des blocs de Jordan des matrices nilpotentes qui commutent avec la matrice donnée {\displaystyle A}?
En règle générale, la solution n'est pas élémentaire.

## Résultats élémentaires
L'ensemble des matrices commutant avec une matrice {\displaystyle A\in {\cal {M}}_{n}(K)} (l'algèbre des matrices carrées d'ordre n à coefficients dans K) est une sous-algèbre de {\displaystyle {\cal {M}}_{n}(K)}, appelée commutant de A et notée C(A) ; C(A)  contient en particulier tous les polynômes {\displaystyle \sum _{k=0}^{n}a_{k}A^{k}}, ainsi que A−1 si A est inversible.
Si {\displaystyle A} et {\displaystyle B} sont semblables, c'est-à-dire que {\displaystyle A=PBP^{-1}}, alors {\displaystyle M\in C(A)\iff N\in C(B)}, avec {\displaystyle N=P^{-1}MP}.

## Matrices commutant avec une matrice diagonalisable
Si B commute à A alors B laisse stable le noyau et l'image de tout polynôme en A, en particulier les sous-espaces propres de A.
Si, inversement, B laisse stable chaque sous-espace propre de A alors sur chacun d'eux, la restriction de A est une homothétie donc commute à celle de B, donc AB – BA, étant nul sur chaque sous-espace, est nul sur leur somme.
Si cette somme est l'espace tout entier, on a donc caractérisé les matrices qui commutent à A :

Si A est diagonalisable, alors les matrices qui commutent à A sont celles qui laissent stable chaque sous-espace propre de A.

Plus concrètement : si A = PDP–1 pour une certaine matrice inversible P et une matrice diagonale D de la forme
(où les dk sont deux à deux distincts et où Ink désigne la matrice identité de taille nk) alors, une matrice commute à A si et seulement si elle est de la forme PCP–1, avec C diagonale par blocs :
(où, pour chaque k, le bloc Ck est de taille nk).
En particulier :

Si A est une matrice n × n possédant n valeurs propres distinctes, alors les matrices qui commutent à A sont les polynômes en A.
En effet, dans ce cas, tous les blocs sont de taille 1 : Ck = (ck) pour k de 1 à p = n, or le théorème d'interpolation de Lagrange prouve qu'il existe un polynôme Q tel que pour k de 1 à n, Q(dk) = ck. On a donc C = Q(D). Comme Aj = (PDP–1)j = PDjP–1, on a également B = Q(A).

## Matrices commutant avec une matrice non diagonalisable: un exemple
La situation devient très compliquée si on considère les matrices commutant avec une matrice {\displaystyle A} non diagonalisable.
Supposons d'abord que {\displaystyle A} soit une matrice de Jordan, de plus nilpotente. Un calcul élémentaire montre que toutes les matrices qui commutent avec {\displaystyle A} sont des matrices de Toeplitz triangulaires supérieures, c'est-à-dire de la forme
{\displaystyle B={\begin{pmatrix}a_{1}&a_{2}&a_{3}&\dots &a_{n}\\0&a_{1}&a_{2}&\dots &a_{n-1}\\0&0&a_{1}&\dots &a_{n-2}\\\vdots &\vdots &\vdots &\ddots &\vdots \\0&0&0&\dots &a_{1}\end{pmatrix}}.}
Si on prend comme {\displaystyle A} une matrice diagonale par blocs, dont les blocs sont des matrices de Jordan nilpotentes, il se passe des choses assez surprenantes. Notons {\displaystyle J_{n_{i}}} les blocs diagonaux de {\displaystyle A}.
En calculant par blocs AB et BA, on voit que tous les blocs de la matrice {\displaystyle B}, découpés d'après la structure des blocs de la matrice {\displaystyle A} doivent vérifier la relation de commutation suivante:
{\displaystyle J_{i}B_{ij}=B_{ij}J_{j}.}
Les blocs diagonaux de {\displaystyle B} sont donc triangulaires supérieurs et de Toeplitz, mais les blocs hors diagonale ne sont pas nuls ; ils sont de la forme
{\displaystyle B_{ij}={\begin{pmatrix}0&0&\dots &0&a_{1}&a_{2}&a_{3}&\dots &a_{n_{i}}\\0&0&\dots &0&0&a_{1}&a_{2}&\dots &a_{n_{i}-1}\\0&0&\dots &0&0&0&a_{1}&\dots &a_{n_{i}-2}\\\vdots &\vdots &\ddots &\vdots &\vdots &\vdots &\vdots &\ddots &\vdots \\0&0&\dots &0&0&0&0&\dots &a_{1}\end{pmatrix}};}
si {\displaystyle n_{j}\geq n_{i}} et de la forme
{\displaystyle B_{ij}={\begin{pmatrix}a_{1}&a_{2}&a_{3}&\dots &a_{n_{j}}\\0&a_{1}&a_{2}&\dots &a_{n_{j}-1}\\0&0&a_{1}&\dots &a_{n_{j}-2}\\\vdots &\vdots &\vdots &\ddots &\vdots \\0&0&0&\dots &a_{1}\\0&0&0&\dots &0\\\vdots &\vdots &\vdots &\ddots &\vdots \\0&0&0&\dots &0\\\end{pmatrix}}.}
dans le cas contraire.
Rien n'indique de relation simple entre les sous-espaces caractéristiques (ou sous-espaces propres généralisés) de {\displaystyle A} et ceux de {\displaystyle B}.
Prenons le cas suivant, très simple. Soit {\displaystyle A} donné par
{\displaystyle A={\begin{pmatrix}0&1&0&0\\0&0&0&0\\0&0&0&1\\0&0&0&0\end{pmatrix}},}
et choisissons la matrice {\displaystyle B} suivante :
{\displaystyle B={\begin{pmatrix}a&0&0&c\\0&a&0&0\\0&d&e&0\\0&0&0&e\end{pmatrix}}.}
Cette matrice commute avec {\displaystyle A}. Ses valeurs propres sont {\displaystyle a} et {\displaystyle e}, qu'on suppose distinct de {\displaystyle a}. Le sous-espace caractéristique relativement à la valeur propre {\displaystyle a} est engendré par les vecteurs
{\displaystyle {\begin{pmatrix}1\\0\\0\\0\end{pmatrix}}\quad \mathrm {et} \quad {\begin{pmatrix}0\\a-e\\d\\0\end{pmatrix}}.}
et le sous-espace caractéristique relatif à la valeur propre {\displaystyle e} est engendré par les vecteurs
{\displaystyle {\begin{pmatrix}0\\0\\1\\0\end{pmatrix}}\quad \mathrm {et} \quad {\begin{pmatrix}c\\0\\0\\e-a\end{pmatrix}}.}
Le rapport entre les sous-espaces caractéristiques de {\displaystyle B} et ceux de {\displaystyle A} n'est donc pas évident.

## Variété commutante
Soit K un corps et soit E = Mn(K)2. La variété commutante est l'ensemble des couples de matrices {\displaystyle (A,B)\in E} telles que {\displaystyle AB-BA=0}. Cette variété algébrique est définie par n2 équations quadratiques à 2n2 inconnues. Pendant longtemps les propriétés de cette variété sont restées mystérieuses. Murray Gerstenhaber a montré en 1961 que cette variété était irréductible. R. Guralnick a remarqué en 1990 que l'essentiel de cette preuve avait été donné en fait dans un article de T. S. Motzkin et O. Taussky.
L'article de Motzkin et Taussky porte essentiellement sur les faisceaux de matrices.
Tout un pan de l'article de Gerstenhaber fait appel à des techniques de théorie des représentations, en particulier les partitions.
Il est surprenant de constater que l'étude des paires de matrices commutantes continue à être un sujet de recherche actif dans des domaines variés : algèbre commutative, algèbre numérique et computationnelle, théorie des représentations. Citons par exemple un article de Baranovsky, qui montre que la variété des paires de matrices nilpotentes est irréductible. Des travaux de 2007 et 2008 examinent la structure de Jordan des matrices commutant avec une matrice nilpotente donnée,,. Le sort des sous-espaces propres est encore peu abordé, mais on peut citer par exemple un travail de Heinrich Kuhn en 1977. Sachant que les problèmes de vecteurs propres et de vecteurs propres généralisés sont toujours plus difficiles que les problèmes de valeurs propres, on voit qu'il reste du travail.

## Matrices qui commutent « presque »
Peter Rosenthal a posé la question suivante en 1969 ; si le commutateur de deux matrices {\displaystyle A} et {\displaystyle B} est petit, sont elles proches d'une paire de matrices qui commutent ? La question est précisée comme suit : peut-on trouver pour tout {\displaystyle \varepsilon >0}, un {\displaystyle \delta >0} tel que pour tout entier {\displaystyle n\geq 1}, si {\displaystyle A} et {\displaystyle B} sont des matrices de norme inférieure ou égale à {\displaystyle 1}, vérifiant {\displaystyle \|AB-BA\|\leq \delta }, alors il existe une paire de matrices commutantes {\displaystyle R} et {\displaystyle S} telles que {\displaystyle \|A-R\|+\|B-S\|\leq \varepsilon }.
La réponse est positive si on permet à {\displaystyle \delta } de dépendre de {\displaystyle n}.
La réponse négative, pour les matrices complexes, est due à Man Duen Choi, en 1988. Il énonce ainsi le théorème suivant :
Pour tout entier {\displaystyle n>1}, il existe des matrices {\displaystyle n\times n}, {\displaystyle A} et {\displaystyle B} telles que {\displaystyle \|A\|=1-1/n}, {\displaystyle \|B\|\leq 1}, {\displaystyle \|AB-BA\|\leq 2/n} et cependant {\displaystyle \|A-R\|+\|B-S\|\geq 1-1/n}, pour toute paire de matrices commutantes {\displaystyle R} et {\displaystyle S}.